# Rita Pérez Jiménez
María Rita de la Trinidad Pérez Jiménez (la Canyada del Cura, 23 de maig de 1779-Sant Joan dels Lagos, 27 d'agost de 1861), més coneguda com Rita Pérez de Moreno, va ser una militant mexicana de la insurrecció durant la Guerra de la Independència de Mèxic.

## Biografia
Rita Pérez era filla del matrimoni format per José María Máximo Pérez-Franco y Sáenz de Vidaurri i Rafaela Margarita Jiménez de Mendoza y de Covarrubias, una família de terratinents de Los Altos de Jalisco. Va contreure matrimoni amb el terratinent i activista antiespanyol Pedro Moreno, amb qui va tenir quatre fills: Luis, María Guadalupe (nascuda l'any 1813), Prudenciana i Severiano. Es va unir a la lluita independentista juntament amb el seu marit. En el Fuerte del Sombrero, Rita s'encarregava de cuinar i repartir el menjar, així com de guarir tots aquells rebels que resultessin ferits en els combats. Fins que va ser capturada com a presonera, va ser l'administradora i el braç fort de la lluita armada.
Juntament amb els seus fills va patir els horrors de la guerra. L'any 1813, la seva filla María Guadalupe, va ser capturada per un cap reialista al servei de la monarquia espanyola. Va patir la pena de veure morir el seu fill de quinze anys Luis Moreno el 10 de març de 1817 quan combatia contra les tropes reialistes. Rita Pérez de Moreno, que estava embarassada, i els seus fills petits- Josefa, Luisa, Severiano i Prudència- van ser fets presoners pels reialistes el 19 d'agost de 1817 durant l'atac dels reialistes al Fuerte del Sombrero i van aconseguir fugir Javier Mina i Pedro Moreno entre d'altres. D'aquí va ser traslladada a la presó de León (Guanajuato) i posteriorment a Silao. En aquesta població, la seva filla Prudència va morir de gana amb un any i un mes i posteriorment, Severiano -de dos anys i mig- va morir pels maltractaments i per la desolació de les presons. Va rebre la fatal notícia de la mort del seu marit don Pedro Moreno assassinat el 27 d'octubre de 1817 durant l'atac dels reialistes al ranxo del Venadito. Va ser alliberada al 1819 pel virrei Juan Ruiz de Apodaca. Va tornar a Lagos de Moreno entre penúries a causa de l'assetjament i la despulla de les seves propietats per part dels reialistes, i allà va morir.

## Honors i reconeixements
Múltiples vegades s'ha honrat el seu nom i la seva memòria en ser una heroïna destacada del moviment, i és per això que se la considera independentista mexicana. El seu nom està inscrit en lletres d'or en el Saló de Sessions del Poder Legislatiu de l'Estat de Jalisco, per decret número 8,473 del 4 de gener de 1969. L'any 2010 es va anunciar que les restes de Rita Pérez Jiménez serien traslladades a la Rotonda dels Jalisquenys Il·lustres. Aquest acte havia estat considerat el 1955 per Agustín Yáñez, governador de Jalisco, però després d'una investigació es va determinar que les restes de l'heroïna havien passat a formar part de l'ossera comuna del cementiri de San Juan de los Lagos l'any 1927, per la qual cosa no es podria realitzar. Finalment, durant la setena sessió de la Comissió de Cultura del Congrés de l'Estat de Jalisco, la diputada Rocío Corona Nakamura va comentar que l'Institut de Ciències Forenses de l'Estat havia confirmat que les restes exhumades de la tomba de Rita Pérez de Moreno eren legítimes.
El 27 d'agost de 2010 les restes de l'heroïna van arribar a la Rotonda dels Jaliquenys Il·lustres després d'una cerimònia amb festeig fúnebre que es va iniciar al palau de Govern, juntament amb la desvelació d'una estàtua seva, obra de l'escultor Rubén Orozco Losa.
A la Casa de la Cultura de la ciutat de Lagos de Moreno, el 5 de maig de 2010, es va dur a terme la presentació del llibre “Doña Rita, heroïna i benemèrita de Jalisco”, escrit per Rogelio López Espinoza amb un tiratge de 2500 exemplars que es van distribuir en diferents parts de l'estat de Jalisco.